# Phalium decipiens
Phalium decipiens is een slakkensoort uit de familie van de Cassidae. De wetenschappelijke naam van de soort is voor het eerst geldig gepubliceerd in 1980 door Kilburn.